# ماتياس ران
ماتياس ران (بالألمانية: Matthias Rahn)‏ (17 مايو 1990 بباد لانغنزالتسا في ألمانيا - ) هو لاعب كرة قدم ألماني في مركز قلب الدفاع. لعب مع FC Rot-Weiß Erfurt ‏ وSportfreunde Lotte ‏ ونادي هسن كاسل.

## روابط خارجية
- ماتياس ران على موقع قاعدة بيانات كرة القدم.إي يو (الإنجليزية)
- ماتياس ران على موقع بيانات كرة القدم. دي إي (الألمانية)
- ماتياس ران على موقع Soccerway.com (الإنجليزية)
- ماتياس ران على موقع عالم كرة القدم.نت (الإنجليزية)